# Lemnalia rhabdota
Lemnalia rhabdota is een zachte koraalsoort uit de familie Nephtheidae. De koraalsoort komt uit het geslacht Lemnalia. Lemnalia rhabdota werd in 1900 voor het eerst wetenschappelijk beschreven door Bourne. 